# Novachord

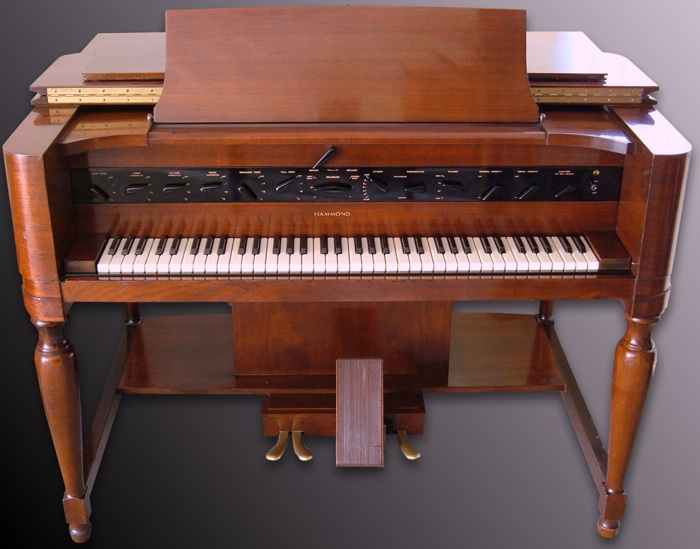
Novachord

Das Novachord ist der weltweit erste kommerziell in Serie gebauten polyphone Synthesizer mit konventioneller Klaviertastatur (im Gegensatz zum 1930 entwickelten Trautonium, das über Bandmanuale gespielt wird). Das Novachord wird über eine 72 Tasten umfassende Klaviatur gespielt und verwendet eine frühe Form der ADSR-Kurve. Zur Tonerzeugung dienen dabei u. a. 12 Röhren-Oszillatoren und insgesamt 169 Vakuumröhren. Jede Taste hat ihre eigene Hüllkurve, so kann beispielsweise eine gerade losgelassene Taste verklingen, während eine andere gerade angeschlagene Taste sich langsam einschwingt. Ein Novachord wiegt circa 250 kg.
Das Instrument wurde zwischen November 1938 und Juli 1942 in insgesamt 1069 Exemplaren von der Hammond Organ Company gebaut. Es war nach der Hammond-Orgel das zweite von Laurens Hammond entwickelte Musikinstrument. Es kostete damals 1.900 $ (umgerechnet ungefähr 35.000 €). Vorgestellt wurde es 1939 auf der New Yorker Weltausstellung sowohl im Rockefeller-Pavillon als auch in einem weiteren Pavillon im Rahmen des Musicals Railroads on Parade. Für einen kurzen Zeitraum wurde das Novachord im Rundfunk und speziell in der Filmmusik zur Untermalung von unheimlichen Szenen öfters eingesetzt. Beispiele stammen von Erich Wolfgang Korngold (The Sea Wolf, 1941), Hans J. Salter, Frank Skinner, Franz Waxman (Rebecca, 1940) oder Hanns Eisler (White Flood, 1940; später als Eislers Kammersinfonie op. 69 für den Konzertgebrauch adaptiert, die gleichfalls das Novachord vorsieht).
Die als Folge des Zweiten Weltkrieges zum Erliegen gekommene Produktion wurde danach nicht wieder aufgenommen. Nur eine kleine Zahl von spielfähigen Instrumenten existiert noch, weltweit gibt es zwei vollständig restaurierte Instrumente. Die aus Wachs gefertigten Kondensatoren erwiesen sich hinsichtlich der Haltbarkeit als besonders problematisch.